# Vassobia atropoides
Vassobia atropoides är en potatisväxtart som beskrevs av Henry Hurd Rusby. Vassobia atropoides ingår i släktet Vassobia och familjen potatisväxter. Inga underarter finns listade i Catalogue of Life.